# Babati

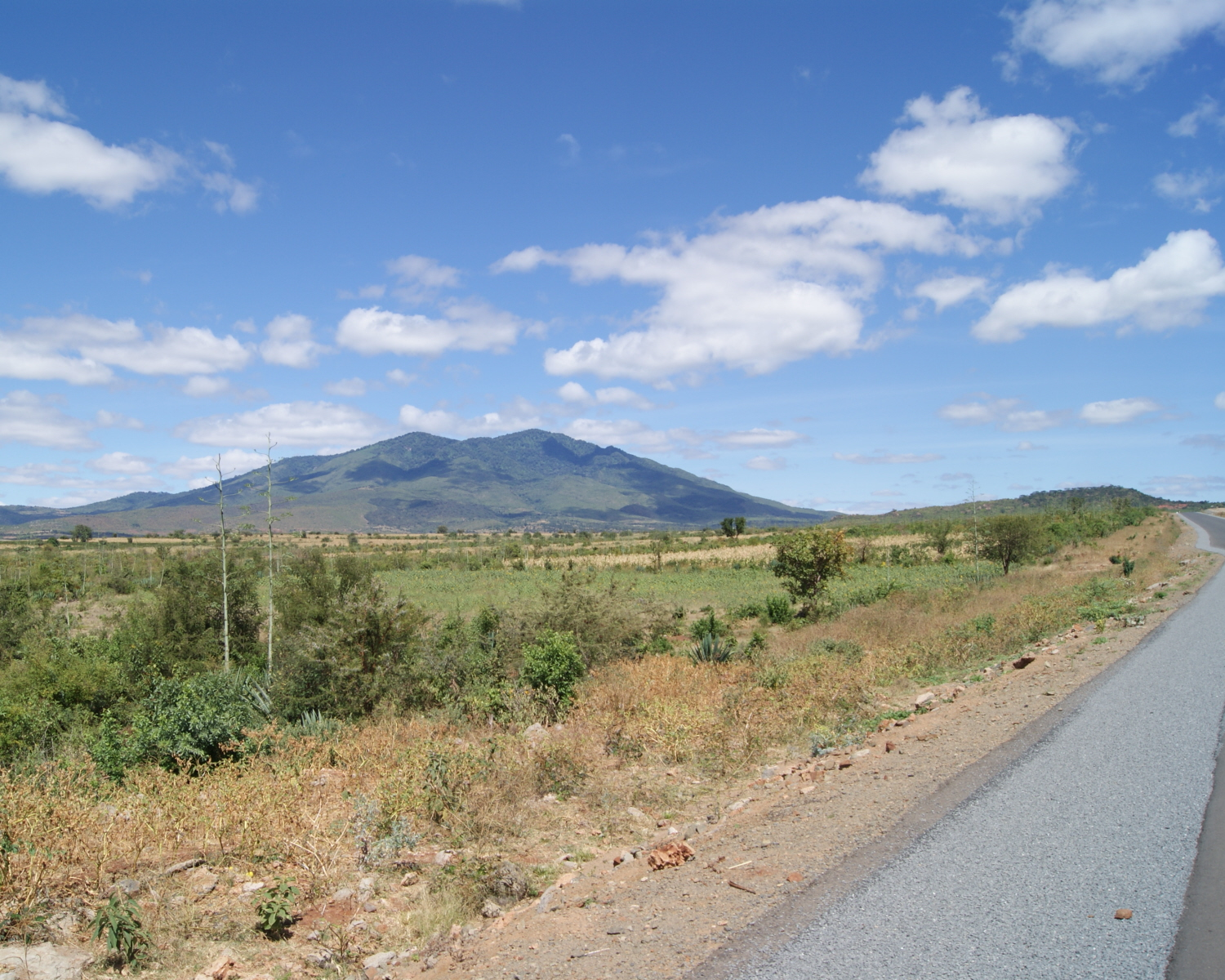
Mount Kwahara.

Babati är en ort i norra Tanzania, och är den administrativa huvudorten för regionen Manyara. Den är belägen cirka 17 mil sydväst om Arusha och befolkningen uppgick till 30 975 invånare vid folkräkningen 2002, på en yta av 121,57 kvadratkilometer. Babati är samtidigt huvudort för ett av regionens fem distrikt, med samma namn som staden.

## Administrativ indelning
Babati är indelad i fyra by- och gatuområden:
- Babati
- Bagara
- Maisaka
- Nangara